# Васич, Милое
Ми́лое Ва́сич, серб. Милоје Васић (3 сентября 1869, Велико Градиште — 4 ноября 1956, Белград) — сербский археолог, профессор Белградского университета, член Сербской академии наук и искусств. Исследователь доисторической культуры Винча. Смог обосновать происхождение культур балканского неолита из Средиземноморья и Передней Азии, а не с севера, как считала часть историков ранее.
С 1896 по 1899 год изучал археологию в Берлине и Мюнхене. Защищал диплом у профессора Фуртвенглера. В том же году вернулся в Сербию, где преподавал в Великой школе и на философском факультете университета в 1899—1941 годах, а также после окончания 2-й мировой войны в 1947—1955 годах.
Археологические исследования Винчи начал в 1908 году. Некоторые из его исследований были проведены при финансовой поддержке Русского археологического института в Константинополе и англичанина сэра Чарлза Хайда. В период 1932—1935 гг. опубликовал результаты своих исследований в 2-томной монографии «Доисторическая Винча» («Праисторијска Винча»). Также опубликовал около 200 научных работ.
Член-корреспондент Сербской академии наук и искусств с 18 марта 1948 г., академик с 27 мая 1952 года.
20 апреля 2007 г. в г. Велико Градиште, родном городе профессора, открыт его бюст перед зданием городской гимназии.
Васич включён в книгу «100 самых известных сербов» (sr:100 најзнаменитијих Срба (књига)), выпущенной в Белграде в 1993 году.